# NGC 3141
NGC 3141 est une galaxie lenticulaire relativement éloignée et située dans la constellation de l'Hydre. NGC 3141 a été découverte par l'astronome américain Francis Leavenworth en 1886.

## Caractéristiques
Il semble que certaines données concernant NGC 3140, telles que sa classification, ont été recopiées pour NGC 3141. NGC 3141 n'est certes pas une galaxie spirale.
Sa vitesse par rapport au fond diffus cosmologique est de 8 873 ± 51 km/s, ce qui correspond à une distance de Hubble de 130,9 ± 9,2 Mpc (∼427 millions d'al).
À ce jour, une mesure non basée sur le décalage vers le rouge (redshift) donne une distance d'environ 105,000 Mpc (∼342 millions d'al). Cette valeur est à l'extérieur mais compatible avec les valeurs de la distance de Hubble. Notons cependant que c'est avec la valeur moyenne des mesures indépendantes, lorsqu'elles existent, que la base de données NASA/IPAC calcule le diamètre d'une galaxie et qu'en conséquence le diamètre de NGC 3141 pourrait être d'environ 23,7 kpc (∼77 300 al) si on utilisait la distance de Hubble pour le calculer.